# Heterochelus mimus
Heterochelus mimus är en skalbaggsart som beskrevs av Louis Albert Péringuey 1902. Heterochelus mimus ingår i släktet Heterochelus och familjen Melolonthidae. Inga underarter finns listade i Catalogue of Life.